# Petar II., kralj Sicilije
Petar II. (latinski Petrus; 1304. – 8. kolovoza 1342.) bio je kralj Kraljevine Sicilije od 1337. godine do svoje smrti. Petar je bio sin Fridrika III. od Sicilije i Eleonore Anžuvinske te tako unuk Karla II. Hromog. Tijekom Petrove vladavine, došlo je do rata između Sicilije i Napulja. Također, plemstvo nije bilo naklonjeno kralju, koga su kroničari opisali kao „jednostavnu osobu“.
Sa svojom suprugom Elizabetom Koruškom, Petar je imao devetero djece; najpoznatija su djeca kraljevi Ludovik od Sicilije i Fridrik Jednostavni. Petrova kći Eleonora udala se za kralja Aragonije te je par imao Martina Aragonskoga, koji je poznat kao Martin II. od Sicilije.